# Victor Laloux
Victor Laloux (Tours, 15 novembre 1850 – Parigi, 13 luglio 1937) è stato un architetto francese.
Aveva conseguito i suoi studi scolastici presso il liceo Descartes della sua città. Ottenuto il diploma di maturità, entra nello studio dell'architetto Léon Rohard, il quale gli consiglia di proseguire i suoi studi presso l'École nationale supérieure des beaux-arts di Parigi dove, dal 1869, diviene allievo di Louis-Jules André.
La sua opera più significativa è stata la Stazione d'Orsay divenuta ora un museo.
Altra opera considerevole è la Basilica di San Martino a Tours.